# Седлиці (Полицький повіт)
Седліце (пол. Siedlice, нім. Zedlitzfelde) — село в Польщі, у гміні Полиці Полицького повіту Західнопоморського воєводства.
Населення — 202 особи (2011).

## Демографія
Демографічна структура станом на 31 березня 2011 року:
|          | Загалом | Допрацездатний вік | Працездатний вік | Постпрацездатний вік |
| -------- | ------- | ------------------ | ---------------- | -------------------- |
| Чоловіки | 112     | 28                 | 75               | 9                    |
| Жінки    | 90      | 17                 | 58               | 15                   |
| Разом    | 202     | 45                 | 133              | 24                   |